# Giornata della legalità
La giornata della legalità è una ricorrenza nazionale che si celebra il 23 maggio di ogni anno ed è volta a commemorare le vittime di tutte le mafie e in particolare ricorda la Strage di Capaci avvenuta il 23 maggio 1992,  in cui morirono il magistrato antimafia Giovanni Falcone, la moglie, anch'essa magistrato, Francesca Morvillo e tre agenti della scorta Vito Schifani, Rocco Dicillo e Antonio Montinaro.
La ricorrenza viene celebrata in tutto il Paese, in particolare a Palermo, con manifestazioni alle quali prendono parte studenti e vi partecipano associazioni e diverse istituzioni nazionali al fine di testimoniare il loro dissenso verso tutte le mafie.